# Oligodon durheimi
Oligodon durheimi este o specie de șerpi din genul Oligodon, familia Colubridae, descrisă de Baumann 1913. Conform Catalogue of Life specia Oligodon durheimi nu are subspecii cunoscute.